# Tia Texada
Tia Nicole Tucker (Lake Charles, 14 december 1971) is een Amerikaanse actrice en zangeres.
Tucker is het meest bekend van haar rol als brigadier Maritza Cruz in de televisieserie Third Watch waar zij in 56 afleveringen speelde (2002-2005).

## Filmografie

### Films
- 2021 Killer Cheer Mom - als rechercheur Sanchez
- 2014 Finding Hope Now – als mrs. Villaneuva
- 2012 The Amazing Spider-Man – als Sheila
- 2010 Firebreather – als Isabel (stem)
- 2008 BgFATLdy – als Darla Rosepetal
- 2006 The Line-Up – als Angel Peraza
- 2006 5up 2down – als Maria
- 2004 Spartan – als Jackie Black
- 2003 Welcome to the Neighborhood – als Stephanie
- 2002 Phone Booth – als Asia
- 2002 Crazy as Hell – als Lupa
- 2001 Glitter – als Roxanne
- 2001 Thirteen Conversations About One Thing – als Dorrie
- 2000 Bait – als Tika
- 2000 Nurse Betty – als Rosa Hernandez
- 1999 The Thirteenth Floor – als kamergenote van Natasha
- 1998 The Unknown Cyclist – als Lola
- 1998 Paulie – als Ruby / Lupe (stemmen)
- 1998 Shadow of Doubt – als Conchita Perez
- 1997 Runaway Car – als Lupe
- 1996 From Dusk Till Dawn – als bardanseres
- 1993 Coming in Out of the Rain – als Chrissy

### Televisieseries
Uitgezonderd eenmalige gastrollen.
- 2011 Ben 10: Ultimate Alien – als Nanite Queen (stem) – 2 afl.
- 2010 Huge – als Shay – 6 afl.
- 2006-2009 Handy Manny – als mrs. Alvarez (stem) – 2 afl.
- 2006-2007 The Unit – als Mariana Ribera – 2 afl.
- 2002-2005 Third Watch – als brigadier Maritza Cruz – 56 afl.
- 2000-2004 Static Shock – als stem – 8 afl.
- 1999-2000 The Wild Thornberrys – als Santusa (stem) – 2 afl.
- 1996 Malibu Shores – als Kacey Martinez – 10 afl.

### Computerspellen
- 2013 Lightning Returns: Final Fantasy XIII - als stem
- 2008 Speed Racer - als Denise Mobile
- 2005 True Crime: New York City - als straatrace promotor

- International Standard Name Identifier: 0000 0000 5210 024X
- Library of Congress Control Number: no2002069639
- Virtual International Authority File: 2137870
- WorldCat: E39PBJfGYFg68wwCK7PTMpP4v3